# Иполита Сфорца (1481 – 1520)
Иполѝта Сфорца (на италиански: Ippolita Sforza; * 1481, Милано, Миланско херцогство; † 1520 или 1521, пак там) е италианска благородничка от семейство Сфорца.

## Произход
Тя е дъщеря на Карло Сфорца (* 1461, † 1483), граф на Маджента и господар на Кастеджо, извънбрачен син на херцога на Милано Галеацо Мария Сфорца и Лукреция Ландриани, и на Бианка Симонета († 1487), господарка на Галиате. Има една сестра:
- Анджела (* 1479), съпруга на Ерколе д'Есте, 1-ви граф на Кортелеона, 2-ри господар на Сан Мартино ин Рио, Кампогалиано и Кастеларано, господар на Викариат Белджойозо, от когото има син и дъщеря – родоначалници на кадетския клон Есте ди Сан Мартино.

## Брак и потомство
∞ 1493 за кондотиера Алесандро Бентивольо (* 1474, Болоня; † 1532, Милано) от фамилията Бентивольо, син на Джовани II Бентивольо, владетел на Болоня (1463 – 1506), и на съпругата му Джиневра Сфорца. Иполита му носи Сеньория Кастеджо в Ломбардия. Имат двама сина и четири дъщери:
- Сфорца Бентивольо († 1530)
- син († като малък)
- Джиневра Бентивольо (* 1503, † ок. 1541), ∞ 1524 за Джовани II дел Карето (* 1502, † 1535), маркграф на Финале и Ноли, от когото има четири сина и една дъщеря.
- Алесандра Бентивольо (* ок. 1504), с името „Бианка“ игуменка на бенедиктинския манастир „Монастеро Маджоре“ в Алесандрия (1522).
- Виоланта Бентивольо (* ок. 1505, † 1550), графиня на Галиате, чрез брак маркграфиня на Караваджо; ∞ 1520 за Джовани Паоло I Сфорца (* 1497, † 1535), 1-ви маркиз на Караваджо, от когото има двама сина.
- Иполита Бентивольо (* ок. 1518/1519), с името „Франческа“ монахиня в бенедиктинския манастир „Монастеро Маджоре“ в Алесандрия.

## В литературата
Италианският новелист от 16 век Матео Бандело ѝ посвещава първия разказ от сборника си и я споменава неведнъж. „Третата история на Бандело ни запознава с двореца на Иполита Сфорца Бентивольо, разположен зад Порта Кремонезе, в който виждаме всички забележителни хора на града. Тук четат своите сонети сеньора Чечилия Бергамини и сеньора Камила Скарампа, „нашите две музи“, както ги нарича авторът навсякъде.